# Province de Castellón
La province de Castellón (en espagnol : Provincia de Castellón, en valencien : Província de Castelló) est l'une des trois provinces de la Communauté valencienne, dans l'est de l'Espagne. Sa capitale est la ville de Castelló de la Plana.

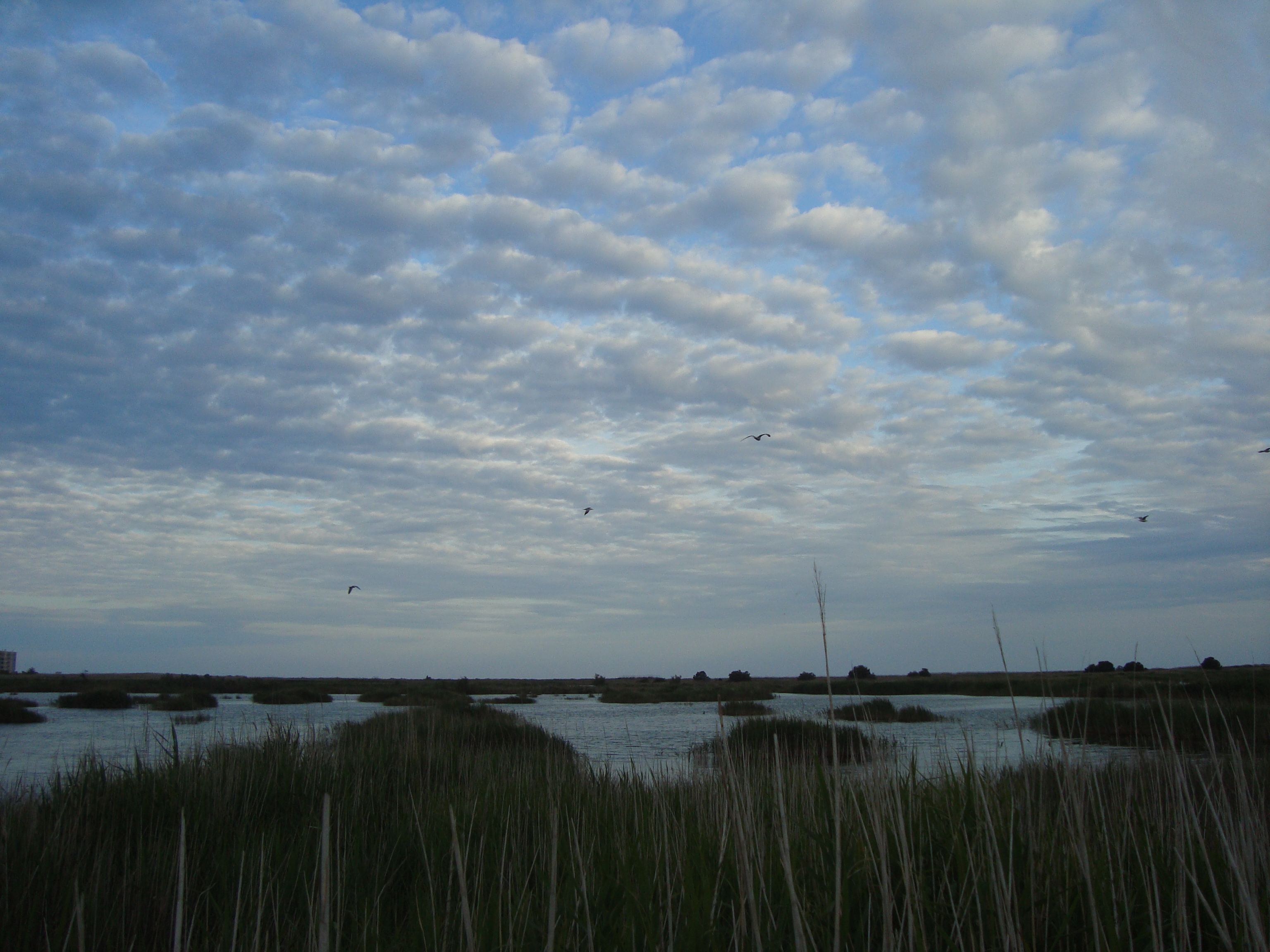
Prat de Cabanes et Parc Naturel de Torreblanca

## Géographie
Elle a une population de 543 432 habitants et sa capitale est Castelló de la Plana (177 924 habitants).
Sa côte est nommée Costa dels Tarongers (Orangers) (espagnol : Costa del Azahar; azahar étant d'origine arabe et qui veut dire « fleur d'oranger »).

## Dénomination
Dans la Communauté valencienne, la dénomination officielle des provinces est bilingue.
- Castelló est dénomination officielle en valencien.
- Castellón est la dénomination officielle en espagnol.

## Histoire
Entre le VIIIe siècle et le premier tiers du XIIIe siècle, la province était aux mains des musulmans. Jacques Ier le Conquérant s'en empara aux dépens des rois arabes de Valence et l'incorpora au royaume d'Aragon. La première conquête fut Morella en 1232, puis l'année suivante tombèrent Peñíscola et Castellón de la Plana.
Pendant les guerres carlistes, la région du Maestrazgo, au nord, fut un foyer réactionnaire alors que la capitale était le point d'appui des armées d'Isabelle.

## Population
La densité de population de la province de Castelló est de 81,36 hab/km2, légèrement inférieure à la moyenne espagnole (87,41 hab/km2) et la plus faible des trois provinces de la Communauté valencienne.
La population se trouve répartie de manière très inégale : la grande majorité se concentre à Castelló de la Plana (30,81 % de la population provinciale) et dans les localités proches (Almazora, Benicasim, Vila-real), c'est-à-dire, dans le quart sud-est de la province. La frange littorale du nord de Castellón présente également des concentrations importantes de population (Vinaròs, Benicarló). En revanche, l'intérieur, montagneux, se trouve pratiquement dépeuplé, avec des densités de population inférieures à 20 hab/km2.
Selon le recensement INE de 2005, 11,97 % de la population provinciale était de nationalité étrangère, soit trois points et demi au-dessus de la moyenne nationale. Les groupes les plus nombreux sont d'origine roumaine (29 021 recensés, soit 44,21 % du total des étrangers), marocaine (10 344, 15,76 %) et colombienne (3 849, 5,87 %).
| Population  | 260 919 | 310 828 | 322 213 | 306 886 | 308 746 | 312 475 | 325 091 |
| Pourcentage | 1,69 %  | 1,67 %  | 1,61 %  | 1,43 %  | 1,30 %  | 1,20 %  | 1,16 %  |
|             | 1960    | 1970    | 1981    | 1991    | 1996    | 2001    | 2005    |
| Population  | 339 229 | 385 823 | 431 755 | 448 182 | 456 727 | 485 173 | 543 432 |
| Pourcentage | 1,11 %  | 1,14 %  | 1,14 %  | 1,14 %  | 1,15 %  | 1,18 %  | 1,23 %  |

## Subdivisions

### Comarques
La province de Castelló est subdivisée en huit comarques :
| Comarques     | Chef-lieu            | Carte des comarques |
| ------------- | -------------------- | ------------------- |
| Alcalatén     | L'Alcora             |                     |
| Alt Maestrat  | Albocàsser           |                     |
| Alt Millars   | Cirat                |                     |
| Alt Palància  | Sogorb               |                     |
| Baix Maestrat | Vinaròs              |                     |
| Els Ports     | Morella              |                     |
| Plana Alta    | Castelló de la Plana |                     |
| Plana Baixa   | Borriana             |                     |

### Communes

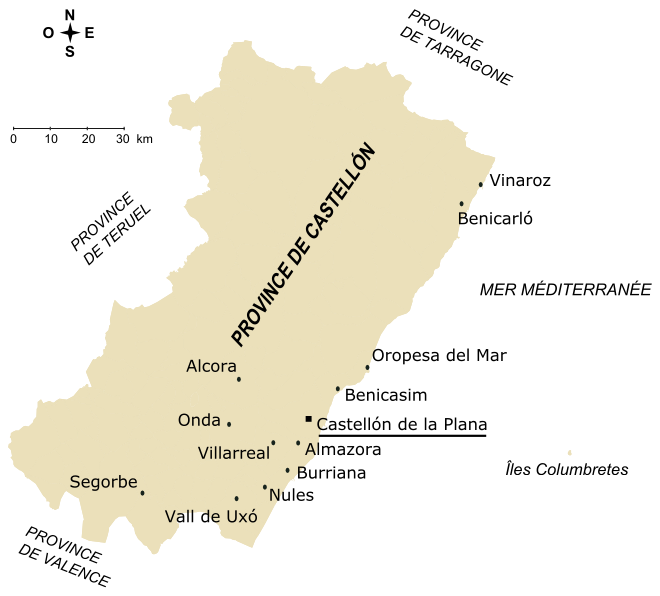
Principales localités de la province de Castellón.

La province de Castelló compte 135 communes (municipis en catalan valencien).
La province compte une commune de plus de 100 000 habitants :
- Castellón de la Plana / Castelló de la Plana

Dix communes entre 10 000 et 50 000 habitants (dans l'ordre décroissant) :
- Vila-real
- Burriana / Borriana
- Vall de Uxó / La Vall d'Uixó
- Vinaròs
- Benicarló
- Onda
- Almazora / Almassora
- Benicasim / Benicàssim
- Nules
- Alcora / L'Alcora

Huit communes entre 5 000 et 10 000 habitants (dans l'ordre décroissant) :
- Segorbe
- Oropesa del Mar / Orpesa
- Alcalá de Chivert / Alcalà de Xivert
  - Alcoceber / Alcoceber
- Peñíscola / Peníscola
- Torreblanca
- Bechí / Betxí
- Almenara
- Moncófar / Moncofa

## Personnalités
- María Bleda, née dans la province en 1968.